# مدرج الإنجاز
مدرج الإنجاز (بالصينية: 圓滿戶外劇場) هو مدرج مفتوح في حي نانتون، تاي شانغ، تايوان. في كل عام، تقيم حكومة مدينة تايتشونغ مهرجان الفانوس في هذا المدرج.

## الوصف
المدرج يديره الآن مكتب الشؤون الثقافية لمدينة تايتشونغ. مسرح المدرج المدمج عبارة عن مساحة يتراوح عرضها بين 40 و 51 مترًا. يبلغ طول المسرح 18 مترًا ويغطيه سقف يتراوح ارتفاعه من 9.5 إلى 11.5 مترًا. تم بناء منطقة الأداء التي تبلغ مساحتها 363.638 مترًا مربعًا من ثلاث طبقات خرسانية، مع استخدام الفولاذ في الطبقة الوسطى. يغطي المرفق بأكمله 816.5326 مترًا مربعًا ويحتوي على 6036 مقعدًا عامًا، +20 مقعدًا للمعاقين، موزعة على ثلاثة طوابق.